# Arsenal de Veneza

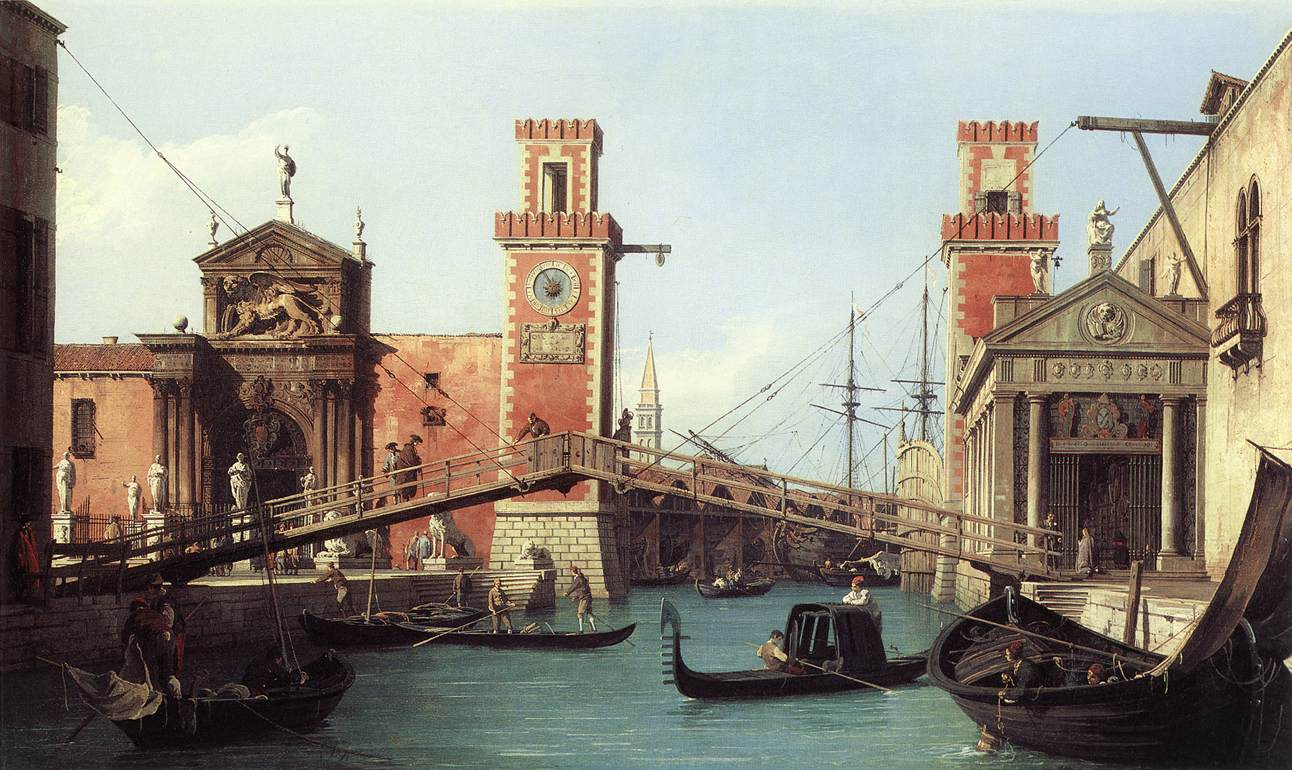
Vista da entrada do Arsenal por Canaletto, 1732.

O Arsenal de Veneza (em italiano:  Arsenale di Venezia) é um estaleiro e base naval que teve o papel principal na construção do poderio naval da República de Veneza. Foi uma das áreas mais importantes de Veneza, juntamente com o sestiere de Castello.
Uma estrutura de estilo bizantino poderá ter existido no local por volta do século VIII, embora a actual estrutura se tenha provavelmente começado a construir em 1104, já que não há prova de uma data precisa. Definitivamente existia nos inícios do século XIII e é mencionado na obra de Dante A Divina Comédia. O nome provavelmente provém do árabe Dar al Sina’a (doca, estaleiro) sendo o conceito tão claramente islâmico como bizantino.
Inicialmente o estaleiro alojava simplesmente os barcos construídos de forma privada, mas em 1320 foi construído o "Arsenal Nuovo", muito maior que o original. Isto permitiu aos barcos do estado e aos muito maiores navios mercantes serem construídos e mantidos num só lugar. O Arsenal também se converteu, incidentalmente, num importante centro de fabrico de tijolos, pois as casas dos trabalhadores estendiam-se para fora dos seus muros.
Veneza desenvolveu métodos de produção em massa de navios de guerra no Arsenal, incluindo o sistema de construir primeiro a quilha do barco substituindo o antigo sistema romano de construir o casco em primeiro lugar. O novo sistema era muito mais rápido e exigia menos madeira. No seu momento de máxima eficiência, o século XVI, o Arsenal empregava cerca de 16 000 pessoas que aparentemente eram capazes de fabricar um navio por dia e podiam ter pronta, armada e aprovisionada uma nova galera com técnicas de produção em massa baseadas numa produção em série que não se voltaria a ver senão na Revolução Industrial.
No arsenal também se desenvolveram cedo novas armas de fogo, começando pela bombarda em 1370 e numerosas armas mais pequenas para lutar contra os genoveses poucos anos depois. Também houve melhorias nas armas de mão dirigidas para aumentar a velocidade da saída, e, portanto a sua capacidade de penetrar uma armadura melhor que a de uma besta. O condottieri Bartolomeo Colleoni, é conhecido por ser o primeiro a montar a nova artilharia ligeira do Arsenal em carros móveis para uso no campo de batalha.
A porta principal do Arsenal, a Porta Magna, foi construída em 1460 e foi a primeira estrutura neoclássica que foi construída em Veneza. Foi talvez construída por Antonio Gambello a partir de um desenho de Jacopo Bellini. Dois leões trazidos da Grécia postos ao lado foram adicionados em 1687. Um dos leões, conhecido como o Leão do Pireu, é notável por ter sido desfigurado com grandes runas gravadas no século XI por soldados mercenários escandinavos.
O Arsenal Novissimo foi iniciado em 1473 e permitiu a criação de um sistema similar à produção em série na qual os cascos eram construídos nas novas áreas do Arsenal antes de ser acabados no velho Arsenal.
Em finais do século XVI os mestres do Arsenal experimentaram barcos maiores como plataforma de artilharia naval pesada. Os mais impressionantes foram as galeaças, usadas já na batalha de Lepanto, e desenvolvidas a partir da antiga "grande galera" mercante. Enorme, propulsionada tanto por velas como por remos, virtualmente uma fortaleza flutuante com canhões montados sobre carros ao longo dos costados ao estilo moderno. Apesar disso, a galeaça era lenta, e pouco manobrável na batalha pelo que se construíram poucas. O galeão, também desenvolvido no Arsenal, era um barco veleiro armado, uma versão más estilizada do grande barco mercante. Era útil nas batalhas, mas não nas pequenas baías e estreitos da costa dálmata.
Partes significantes do Arsenal foram destruídas durante o domínio de Napoleão Bonaparte, e posteriormente reconstruídas para habilitar o presente uso do Arsenal como base naval. Usa-se também como centro de investigação, cenário de exibição durante a Bienal de Veneza e acolhe também um centro de preservação de navios históricos